# Droxicam
Droxicam ist ein(e) Prodrug von Piroxicam, weshalb ihm ähnlich analgetische, antiphlogistische und antipyretische Eigenschaften zugeschrieben werden. Das Oxicam wird als nichtsteroidales Antirheumatikum (NSAR) eingesetzt.
In Deutschland, Österreich oder der Schweiz ist kein Präparat mit diesem Wirkstoff zugelassen.

## Geschichte
1982 wurde erstmals von Provesan SA ein Patent zu Droxicam angemeldet. Hinter der Entwicklung standen Esteve, Almirall, die Angelini-Gruppe und Johnson & Johnson.
Der europäische Ausschuss für Arzneispezialitäten (CPMP) empfiehlt eine Suspendierung der Zulassung seit Dezember 1994 wegen Verdachts auf schwerwiegendere hepatoxische Nebenwirkungen als bei anderen zugelassenen Oxicamen – auch als von Piroxicam. In einigen europäischen Staaten, zum Beispiel in Spanien, ist es weiterhin als Arzneimittel verfügbar. In Pakistan wurde es 1995 gegen rheumatoide Beschwerden zugelassen.

## Gewinnung
Die Synthese  aus Piroxicam mit Triphosgen ergibt zu etwa 83 % Droxicam.
In der Literatur werden mehrere Kondensationsverfahren beschrieben.

## Eigenschaften
Unter Standardbedingungen tritt Droxicam als kristallines Pulver blasser, hellgelber Färbung auf. Wegen seiner Verstoffwechslung zu Piroxicam findet der Stoff medizinische Verwendung.

## Pharmakologie

### Pharmakodynamik
Das beim Abbau entstehende Piroxicam bewirkt eine reversible Blockade der Prostaglandin-Synthese durch Hemmung der Cyclooxygenase.
→ Siehe Wirkungsmechanismus von Piroxicam.

### Pharmakokinetik
Droxicam wird im gastrointestinalen Trakt metabolisiert, nach oraler Einnahme tritt der ursprüngliche Wirkstoff nicht im Blut auf. Die weitere Verstoffwechslung als Piroxicam findet in der Leber über Cytochrom P450 2C9 statt. Die Plasmahalbwertszeit des aktiven Metaboliten wird mit etwa 50 Stunden angegeben.
Die Bioverfügbarkeit wird mit der von Piroxicam gleichwertig als nahezu absolut angesehen und sinkt bei gleichzeitiger Gabe von Antazida nicht maßgeblich.
Aufgrund der mit Piroxicam vergleichbaren Plasmahalbwertszeit wird es einmal täglich genommen, wodurch es nach einigen Tagen ein Fließgleichgewicht erreicht. Die übliche Tagesdosis wird in Form einer Kapsel eingenommen.

### Nebenwirkungen und Gegenanzeigen
Die bei Monopräparaten ausgewiesenen Nebenwirkungen sind wie bei Piroxicam, Hautausschlag, Magen- und Zwölffingerdarmgeschwüre, Ödeme, Hepatitis, Cholestase, Colitis, Nephritis, Unwohlsein, Phototoxie, Purpura Schönlein-Henoch, Haarausfall und erhöhter Blutdruck.
Bei Blutbildungsstörungen und Magen-Darm-Geschwüren ist Droxicam kontraindiziert. Während der Stillzeit und einer Schwangerschaft sollte das Mittel nicht angewendet werden.
Bei einer Auswertung nationaler Datenbanken für Nebenwirkungen 2006 in Spanien ergaben sich erhöhte Leberschäden in Zusammenhang mit Droxicam.

## Handelsnamen
Droxicam wird nur in wenigen Ländern als Arzneimittel vertrieben.
HumanpräparateDobenam (I), Drogelon (E), Droxar (I), Droxicam (BG, E), Ferpan (E), Ombolan (AR, BR, E), Pareston (E), Precam
ChemikalienAK129765, E-3128